# Ardwick
Ardwick est un quartier situé 1,5 km au sud du centre-ville de Manchester.
Au milieu du XIXe siècle, Ardwick se développe comme un village plaisant de la banlieue de Manchester mais qui s'industrialise fortement à la fin de ce siècle,. Quand la plupart de ses industries déclinent, Ardwick fait de même, formant une des zones les plus abandonnées de la ville. Des tentatives de redynamisation du quartier sont entreprises, notamment par la construction d'infrastructures pour les Jeux du Commonwealth de 2002.
Des lieux de divertissement présents au XIXe siècle, il ne reste plus aujourd'hui que Manchester Apollo, une salle de concert accueillant des groupes de pop et de rock.